# (8330) Fitzroy
(8330) Fitzroy est un astéroïde de la ceinture principale.

## Description
(8330) Fitzroy est un astéroïde de la ceinture principale. Il fut découvert le 28 mars 1982 à La Silla par Henri Debehogne. Il présente une orbite caractérisée par un demi-grand axe de 3,18 UA, une excentricité de 0,10 et une inclinaison de 5,4° par rapport à l'écliptique.

## Compléments